# リアルト (カリフォルニア州)
リアルト（英: Rialto）は、アメリカ合衆国カリフォルニア州のサンバーナーディーノ郡にある都市。人口は10万4026人（2020年）。郡庁所在地サンバーナーディーノの西に隣接している。

## 歴史
リアルトの地域で考古学者が発見した古代の人工物からは、西暦1500年以前に人が住んでいたことを示唆している。その人工物は現在リアルト歴史協会に保存されており、1500年から1800年の間にソラノ族インディアンが住んでいたことを示している。これらの民族が最終的にどこに行ったかについては痕跡が残っていない。
1851年、マウンテン家がルゴ家のランチョ・サンバーナーディーノの一部を購入し、その他にも後にリアルトとなる場所の一部について所有権を主張した。この主張はアメリカ合衆国連邦政府から認められなかった。
19世紀初期から長年にわたって多くの目的に使われた1軒のアドベの建物が現在もリアルト市内に建っている最古の建造物であり、元はライラック公園と呼ばれていた現在のバドベンダー公園に移築された。リアルト市はこの建物と公園の小さな土地をリアルト歴史協会に年1ドルで貸している。
1887年、アッチソン・トピカ・アンド・サンタフェ鉄道がサンバーナーディーノ市とパサデナ市を繋ぐ連絡線を建設した。この線にそって2.4キロメートル毎に町を建設する用地が設定され、その年の秋までに25個の新しい町が建設された。これと同じ年に亜熱帯土地水会社が結成され、不動産、水、水利権の売買を行うようになった。
1888年秋、最初の学校が建設され、ブルック教育学区が創設された。その後の記録でこの学区は1888年の極短期間を除いて、1920年まで活動を続けていた。リアルトの著名人トラップ家が1921年に最初の校舎を購入し、建物を改修して家族が住んでいたが、火事のために焼失した。1891年にリアルト教育学区（現在のリアルト統一教育学区）が結成された。その要員は2人の教師と1人の校長であり、少年少女を教えるそれぞれの専門分野を持っていた。

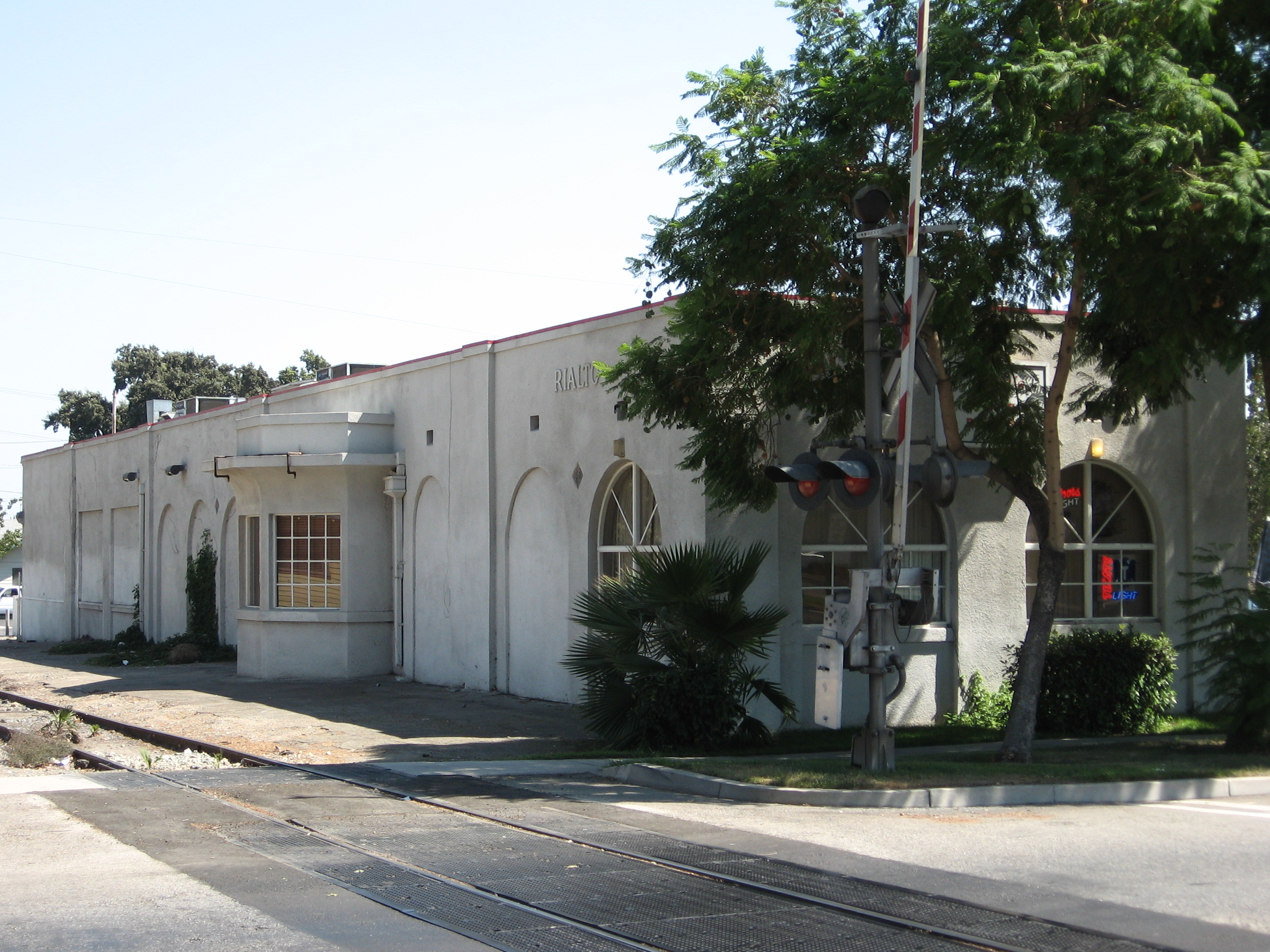
歴史的なパシフィック電鉄の駅、現在はレストランになっている

1907年に商工会議所が設立された。それから4年間で人口は1,500人、事業所は40となり、地方新聞が1つあった。商工会議所は1911年春に法人化された。同年10月31日に行われた住民投票では、市制執行に賛成票135対反対票72という結果になった。
1913年にフットヒル・ブールバードが補修され、大陸横断高規格道路の一部であるアメリカ国道66号線になった。1914年、ロサンゼルスのパシフィック電鉄がリアルト市を通るサンバーナーディーノ線を開通させ、リバーサイド・アベニューでリバーサイド線と接続された。現在、第1通りから上の軌道はユニオン・パシフィック鉄道の一部であり、リバーサイド・アベニューにあるパシフィック電鉄の駅はクカのレストランになっている。

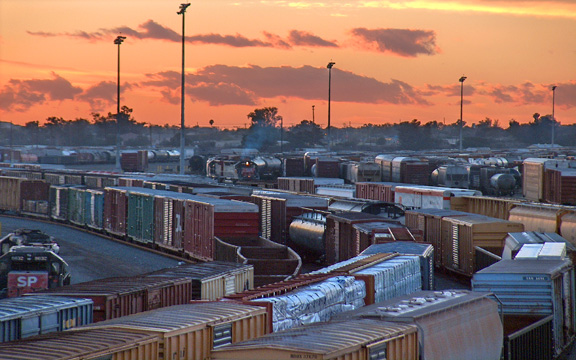
リアルトに残る有蓋車

1920年代の火事で町の中心街にあった多くの建物が灰燼に帰した。

### 水質汚染
1990年代後半、水道局の役人が、上水道の水に含まれる過塩素酸塩の量が他の州で推奨される安全基準の800倍にも達していることを発見した。
この汚染は町の飲料水用井戸の幾つかにも染み込んでおり、1950年代と1960年代にグッドリッチ・コーポレーションとブラック・アンド・デッカーが所有していた工業用地の土壌に棄てられたものによる可能性が出ている。両社共に国防総省との契約で武器製造装置を運転しており、大量のロケット燃料を使っていた。この工場の元従業員に拠れば、操業中にロケット燃料が装置から漏れることが多く、また従業員は定期的に工場背後の漏水防止処理をしていない穴にロケット燃料を棄てていたとのことだった。
何年にもわたる交渉が続いたが、グッドリッチ・コーポレーションとブラック ＆ デッカーはリアルト市北部の環境から有毒物質を取り去ることに合意していない。学術研究に拠れば、汚染された井戸で計測されたような量の過塩素酸塩を接種した場合、注意力欠如障害や学習障害を起こし、IQを下げる可能性がある。
汚染された井戸は使えず、渇水都市リアルトは飲料水不足の瀬戸際にある。住民は汚染を引き起こしたものに水を浄化するよう求めるために水道料の引き上げを飲む必要に迫られてもいる。

### 現代
2005年9月13日、リアルト市政委員会はリアルト警察署を解体し、サンバーナーディーノ郡保安部と契約を結ぶ決議案を承認した。それから間もなく、サンバーナーディーノ郡裁判所がこの変更のための投票が秘密の内に行われたとして差止命令を発行した。その結果市政委員のエド・スコットとウィンフレッド・リー・ハンセンがリコールの対象になった。2006年3月、市の指導者達は警察署を維持することを決めた。
1994年、リアルト・ウェスタン・リトルリーグがライラック公園で南カリフォルニア選手権を開催し、その優勝チームが地域トーナメントに進出した。その勝者がノースリッジシティ・リトルリーグであり、ペンシルベニア州サウスウィリアムズポートで開催されたリトルリーグ・ワールドシリーズに進出した。
リアルト市の人口は1950年までに3,156人になっていた。これが1956年には15,359人、1964年には23,290人、1978年で33,500人と増加していき、1994年に80,000人、2000年に91,873人となった。リアルトの市域は幅4マイル (6.4 km)、長さ8.5マイル (13.6 km) ある。
市のウェブサイトに拠れば、スーパーウォルマートの建設が交渉中である。建設するとなれば、現在ウォルマートの店舗がある市の南部に建設されることになる。

## 地理
リアルトは北緯34度6分41秒 西経117度22分57秒 / 北緯34.11139度 西経117.38250度に位置する。アメリカ合衆国国勢調査局に拠れば、市域全面積は21.9平方マイル (56.7 km2)であり、このうち陸地は21.9平方マイル (56.6 km2)、水域は0.01平方マイル (0.02 km2)、水域率は0.05％である。

### 気候
リアルトは地中海性気候の幾らか冷涼な部類に入り、これは大陸性の地中海性気候の特色でもあり、雨が降り冷涼から寒冷な冬（この時期には霜が降りることが多い）と暑く乾燥した夏が特徴である。南カリフォルニアの他地域と比較して、冬は霜を伴って寒く、朝は寒冷な気温となることが多い。また、夏は特に乾燥した気候となり、対流圏の雲が形成されにくく、アメリカ海洋大気局の科学者がクラス・オレンジと呼ぶ温度上昇がある。年間平均降水量は16インチ (41 cm) であり、毎年雨、雹および少量の雪が降る。降水量の大半は冬に発生する。冬季にリアルトの最北端の地区には降雪があり、海抜3,000フィート (900 m) の地域では時として大量の雪が降る。しかし、市内の大半は降雪域を外れている。
リアルトだけでなくサンバーナーディーノ都市圏でも季節によってサンタアナ風が特に強く吹くことがある。これは秋に暖かく乾燥した空気が近くのカホン峠で通り道を狭められるからである。この現象は丘陵部、渓谷および山岳部での山火事の危険性を著しく高めており、冷たく湿度のある冬と乾燥した夏のサイクルが助長している。

## 人口動態
以下は2000年の人口推計データである。
| 基礎データ - 人口: 91,873人 - 世帯数: 24,659世帯 - 家族数: 20,516家族 - 人口密度: 1,622.0/人/km2（4,200.7人/mi2） - 住居数: 26,045軒 - 住居密度: 459.8/軒/km2（1,190.9軒/mi2） 人種別人口構成 - 白人: 39.4% - アフリカン・アメリカン: 22.3% - ネイティブ・アメリカン: 1.1% - アジア人: 2.5% - 太平洋諸島系: 0.4% - その他の人種: 29.2% - 混血: 5.2% - ヒスパニック・ラテン系: 51.2% 年齢別人口構成（以下は2007年の人口推計データである。） - 18歳未満: 37.7% - 18-24歳: 10.4% - 25-44歳: 29.1% - 45-64歳: 16.4% - 65歳以上: 6.4% - 年齢の中央値: 26歳 - 性比（女性100人あたり男性の人口） - 総人口: 95.6 - 18歳以上: 90.7 | 世帯と家族（対世帯数） - 18歳未満の子供がいる: 52.8% - 結婚・同居している夫婦: 57.6% - 未婚・離婚・死別女性が世帯主: 18.6% - 非家族世帯: 16.8% - 単身世帯: 13.4% - 65歳以上の老人1人暮らし: 5.4% - 平均構成人数 - 世帯: 3.7人 - 家族: 4.0人 収入と家計 - 収入の中央値 - 世帯: 41,254 米ドル - 家族: 42,638米ドル - 性別 - 男性: 34,110米ドル - 女性: 26,640米ドル - 人口1人あたり収入: 13,375米ドル - 貧困線以下 - 対人口: 17.4% - 対家族数: 13.8% - 18歳未満: 21.7% - 65歳以上: 9.7% |

## 犯罪
リアルトの犯罪発生率は1999年から2007年まで毎年全米平均より高かったが、2008年には下回った。2006年時点で住民1,000人に対する警官の数は0.89であり、全国平均より3分の1少ない。

## 経済
市内には4つの大きな地域物流センターがある。その内の1つはステープルズであり、アメリカ西海岸全体の店舗を対象に配送している。その他の物流センターはトイザらス、フェデックス、およびターゲットであり、市内北部ラスコリナスのコミュニティにある。アメリカ合衆国最大の花火会社、パイロ・スペクタキュラーズも市内に本社がある。

## 政治
カリフォルニア州議会上院では第32選挙区に属する。また下院では第62選挙区に属する。連邦議会下院では州第43選挙区に属している。クック投票動向指数では民主党+10である。2008年時点では全て民主党議員が代表を務めている。

## 交通
リアルト市は州間高速道路10号線と同20号線の間にある。統計に拠れば、市内労働者階級の約55％はその仕事場まで16キロメートル以上を通勤しており、およそ13％はロサンゼルス市とサンバーナーディーノ市に通勤している。メトロリンクのサンバーナーディーノ線を使えば、ロサンゼルスまで片道1時間20分、サンバーナーディーノへは5分から7分である。これを州間高速道路10号線または同210号線を使って車で移動した場合、交通量や運転速度によって45分から2時間掛かることになる。

## 教育
リアルト市の公共教育はリアルト統一教育学区が管轄している。市の西部はフォンタナ統一教育学区、南部はコルトン共同統一教育学区が管轄している。

### 映画の中のリアルト
州間高速道路210号線のアルダー・アベニューとリンデン・アベニューの間は何度も映画やテレビ番組の撮影場所になってきた。2007年の映画『トランスフォーマー』、同じく2007年のフォックス放送のテレビ番組『ドライブ』、2009年の映画『ハングオーバー! 消えた花ムコと史上最悪の二日酔い』、さらにUPSや自動車のコマーシャルなど多くの高速道路シーンがここで撮影された。NBCの2001年のテレビ番組『フェアファクター』では州間高速道路210号線の未完成の部分をその有名な綱渡りシーンで使った。
ハンフリー・ボガートの古典的映画『三つ数えろ』（1946年）では、エディー・マースの妻が隠れるチョップ・ショップ（盗んだ車の部品を売る店）がリアルトにある。

### 栄誉の殿堂
リアルト市の栄誉の殿堂開館式が2007年11月17日に行われた。
2007年の殿堂入り
- デレック・パーラ - スピードスケート
- デビッド・ラング - アメリカンフットボール
- リッキー・ノラスコ - 野球、フロリダ・マーリンズ
- ブランディ・バートン - ゴルフ

2008年の殿堂入り: 2008年11月18日
- ジェフ・コーナイン - もとプロ野球選手、フロリダ・マーリンズ
- トム・ホーク - コーチ、17年間リアルト統一教育学区

2009年の殿堂入り: 2009年11月19日:
- ロニー・ロット - NFLフットボールの殿堂入り
- アル・ジュアリー - NFLの役員
- アメリカ合衆国第111議会 -  アーノルド・パーマーに議会ゴールドメダルを与える法案を成立させたこと
- ビル・バット - リアルト少女ソフトボールのコーチ、39年間
- スコット・ラッセル - CIFチャンピオン・ベースボールのコーチ
- ジョン・シルバ - リアルト・ジュニア・オールアメリカン・フットボールの役員、36年間
- ロジャー・バードソール - リトルリーグ野球役員、46年間
- リサ・マリー・バロン - 女子レスリングのチャンピオン
- 2009年アイゼンハワー・バスケットボール・チーム - 州チャンピオン
- 1993年アイゼンハワー・フットボール・チーム - 州チャンピオン

## 著名な出身者と住人
- アレックス・アッカー、プロ・バスケットボール選手
- ロドニー・キング、ロサンゼルス市の警官に殴られているところを撮されたビデオが1992年ロサンゼルス暴動を引き起こした。リアルトで在住・死去
- デイビッド・レイ、詩人
- ジョン・シングルトン、映画監督、脚本家、プロデューサー
- ジョシュ・ホワイトセル、プロ野球選手、アリゾナ・ダイアモンドバックス